# 陳斌華
陳 斌華（ちん ひんか、1971年9月18日 - ）は、中華人民共和国の記者、官僚、政治家。福建省詔安県出身。現職は国務院台湾事務弁公室新聞局局長兼発言人（報道官）。

## 経歴
1971年9月18日、福建省漳州市詔安県で生まれる。1989年から1993年まで厦門大学中文系に、2002年から2005年まで北京大学新聞伝播学院伝播学研究生課程に学んだ。
1993年に新華社記者となり、主に両岸関係の新聞取材に従事し、中国大陸部初の台湾駐在記者だったが、2001年から2015年にかけて数十回台湾駐在所を取材した。
2016年4月、陳斌華は新華社を離れて国務院台湾事務弁公室に移り、後に国務院台湾事務弁公室経済局副局長に就任した。2023年6月1日、国務院台湾事務弁公室宣伝局副局長兼新聞局副局長に就任。同年11月10日に局長に昇格。 